# Грінок Мортон
«Грінок Мортон» (шотл. Greenock Morton) — професійний шотландський футбольний клуб з міста Грінок. Виступає у шотландській Першій лізі. Домашні матчі проводить на стадіоні «Кеп'єлоу Парк», який вміщує 11 589 глядачів.

## Історія
«Грінок Мортон» було засновано в 1874 році як футбольний клуб «Мортон», що робить його одним з найстаріших клубів Шотландії. Сучасну назву клуб отримав в 1994 році, щоб наголосити на своєму походженні з міста Грінок.
В 1922 році «Мортон» здобув Кубок Шотландії, а ще раніше в сезоні 1916-17 став срібним призером чемпіонату, пропустивши вперед «Селтік».
Команда «Грінок Мортон» тримає рекорд Шотландії з найбільшої кількості підвищень та понижень у класі між першим та другим дивізіонами чемпіонату Шотландії (10 підвищень та 10 понижень у класі). Тим не менш клуб поки що жодного разу не виступав в Прем'єршипі, потрапивши останній раз до вищого дивізіону в 1988 році.

## Досягнення
- Чемпіонат Шотландії:
  - Срібний призер (1): 1916-17
  - Бронзовий призер (3): 1915-16, 1917-18, 1918-19
- Кубок Шотландії:
  - Володар (1): 1921-22
  - Фіналіст (1): 1947-48
- Кубок Шотландської ліги:
  - Фіналіст (1): 1963-64